# Jean Thérèse de Beaumont d’Autichamp

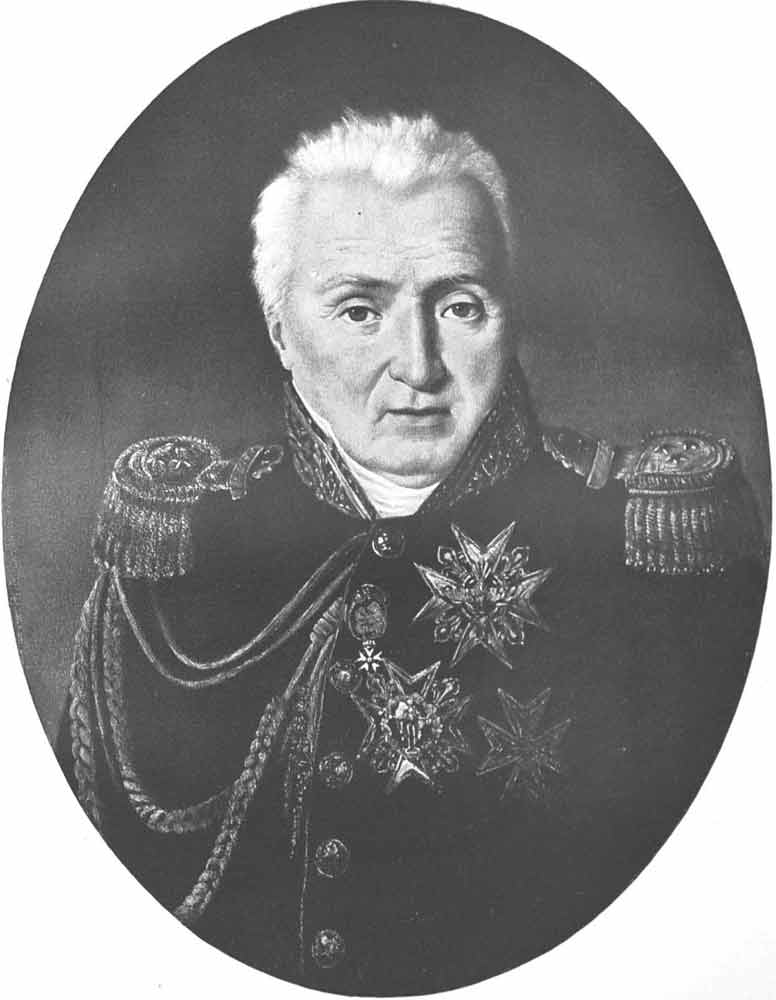
Jean Thérèse de Beaumont

Jean Thérèse Louis de Beaumont, marquis d’Autichamp (* 1738 in Angers; † 12. Januar 1831 in Saint-Germain-en-Laye) war ein französischer Maréchal de camp und bekleidete die Stellung eines Lieutenant-général.

## Leben
Autichamp, Bruder des Antoine-Joseph-Eulalie de Beaumont d’Autichamp, wurde mit elf Jahren Soldat, machte von 1757 bis 1762 erst als Flügeladjutant des Marschalls Broglie, dann als Colonel eines Dragonerregiments die Feldzüge des Siebenjährigen Kriegs mit, wurde 1770 Brigadier des armes du roi und Kommandeur der Gendarmerie von Lunéville, 1780 Maréchal de camp und 1789 Generalquartiermeister bei dem unter den Mauern von Paris zusammengezogenen Heer.
Seine energischen Pläne vereitelte die Unentschlossenheit des Mobs. Autichamp folgte dem Prinzen von Condé, dessen Stallmeister er war, nach Turin. Im Feldzug in der Champagne (1792) führte er ein von ihm errichtetes französisches Kavalleriekorps und tat dann bei Verteidigung Maastrichts durch kühne Ausfälle dem Heer der Republik großen Schaden.
Als die Österreicher 1793 die Stadt entsetzt hatten, ging Autichamp in die Schweiz und von da nach England. Die beabsichtigte Landung in der Vendée gab Autichamp nach der Katastrophe von Quiberon auf und trat 1797 in russische Dienste, wo er Befehlshaber der reitenden Garde, dann Kavallerieinspektor der Ukraine, Krim und des Dnjestr wurde. Im Jahr 1799 befehligte er ein Korps von 30.000 Mann, das Suworow in der Schweiz unterstützen sollte; doch verhinderte Masséna die Vereinigung, und Autichamp kehrte nach Russland zurück.
Ludwig XVIII. ernannte ihn 1815 zum Lieutenant-général und Gouverneur des Louvre, den er als 92-jähriger Greis während der Julitage 1830 mit einer Hartnäckigkeit verteidigte, die selbst dem Feind Achtung einflößte. Nur widerstrebend fügte er sich in der Nacht vom 28. zum 29. dem Befehl, das Kommando an einen anderen abzutreten. Autichamp starb am 12. Januar 1831 in St. Germain.
Dieser Artikel basiert auf einem gemeinfreien Text aus Meyers Konversations-Lexikon, 4. Auflage von 1888 bis 1890.
| Personendaten    | Personendaten                                                           |
| ---------------- | ----------------------------------------------------------------------- |
| NAME             | Autichamp, Jean Thérèse de Beaumont d’                                  |
| ALTERNATIVNAMEN  | Beaumont d’ Autichamp, Jean Thérèse de; de Beaumont, Jean-Thérèse-Louis |
| KURZBESCHREIBUNG | französischer General                                                   |
| GEBURTSDATUM     | 1738                                                                    |
| GEBURTSORT       | Angers                                                                  |
| STERBEDATUM      | 12. Januar 1831                                                         |
| STERBEORT        | St. Germain                                                             |